# EIF2
eIF2 (factor de iniciación eucariota 2) es un factor de iniciación eucariótico necesario en el inicio de la traducción biológica.  En este proceso fundamental de la vida, el ribosoma construye proteína s de acuerdo con la información codificada en el ARNm. El eIF2 media la unión de la tRNA  reunión  a los ribosomas mediante la hidrólisis de GTP. eIF2 es un heterodímero que consiste en un alfa (también llamada subunidad 1), un beta (subunidad 2), un Gamma (subunidad 3) y por epsilon.
Una vez completado el inicio, eIF2 se libera del ribosoma unido a GDP como un complejo binario inactivo. Para participar en otra ronda de iniciación de la traducción, este GDP debe ser intercambiado por GTP.
- Datos: Q1017133